# Dos du cheval

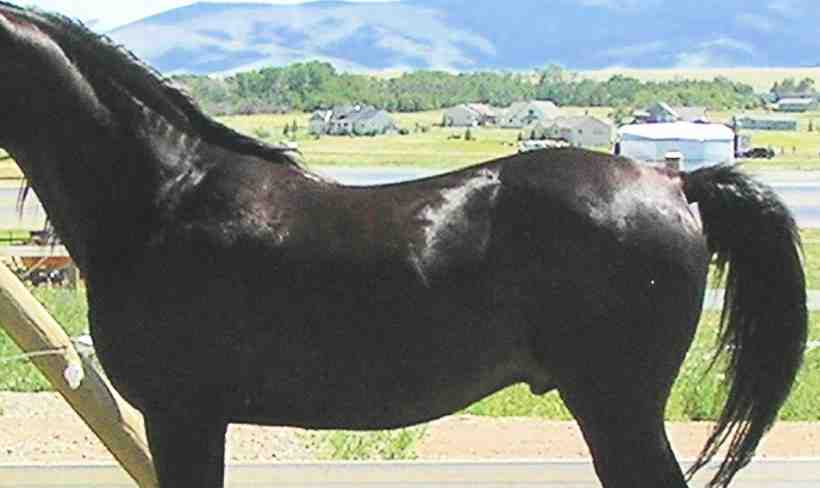
Le dos d'un cheval

Le dos du cheval est une partie de la morphologie chevaline, qui commence au niveau du garrot, là où se termine l'encolure, et s'étend jusqu'aux premières vertèbres lombaires, là où commence la croupe. La colonne vertébrale soutient l'ensemble. Dans la mesure où il reçoit la selle et supporte le poids du cavalier, la morphologie du dos est d'une importance cruciale chez tout cheval destiné à l'équitation, déterminant la capacité de portage de l'animal. Il existe de nombreux exercices destinés à le muscler.
Le dos est fragile. Le cheval étant un animal domestiqué, la sélection naturelle n'a pas prévu qu'il supporterait un jour le poids d'un cavalier. 

## Anatomie et morphologie

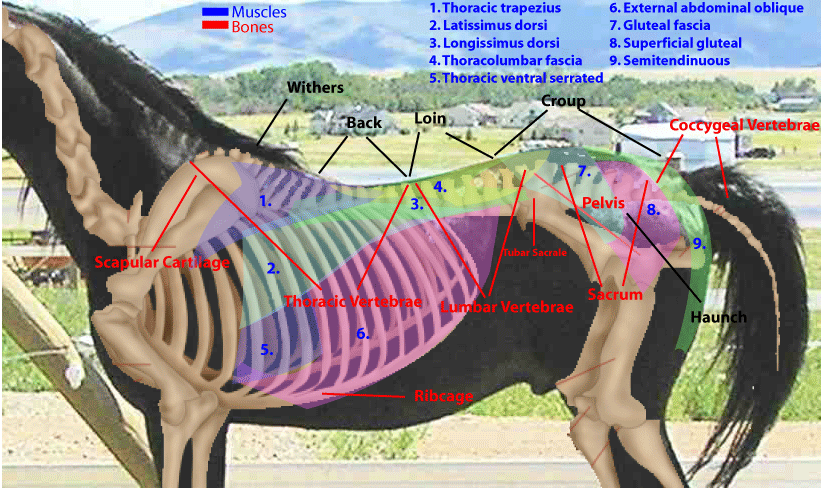
Anatomie du dos du cheval.

La structure du dos varie beaucoup d'un cheval à l'autre, selon la race, l'âge et l'état de l'animal. Le cheval peut avoir un dos long ou court. 

### Dos long

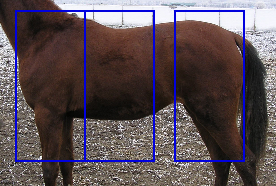
Dos long.

Les chevaux au dos long ont des allures plus confortables pour le cavalier, mais sont plus fragiles et risquent davantage de pathologies comme l'ensellement. De même, s'ils possèdent davantage d'amplitude, ils peuvent rencontrer, en saut d'obstacles, des difficultés dans leur engagement et le franchissement des combinaisons.

### Dos court

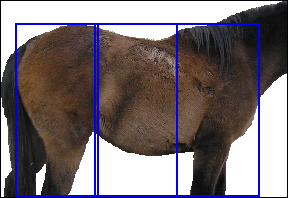
Dos court.

Les chevaux au dos court, moins confortables pour le cavalier, sont aussi plus résistants aux pathologies. Ils sont généralement plus agiles et souples en saut d'obstacles, mais le corollaire est un manque de couverture des obstacles larges.

## Problèmes posés par la selle et le poids du cavalier

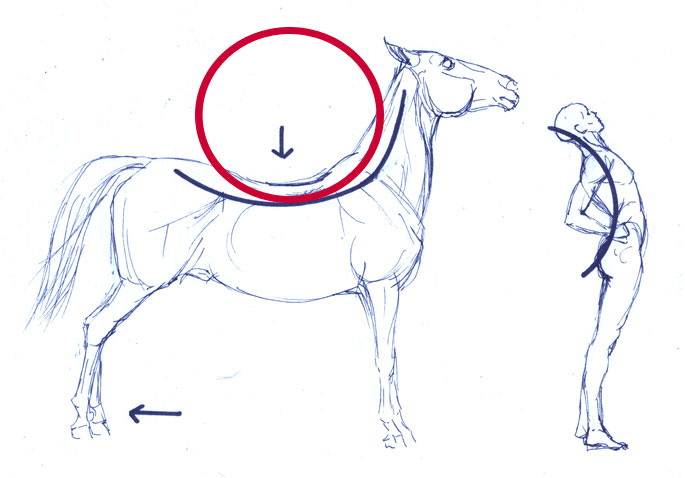
Les douleurs du dos du cheval sont généralement dues à une position non-naturelle et au stress, des causes proches de celles qui donnent des maux de dos aux hommes.

Dans la nature, le dos du cheval joue un rôle dans son mouvement et les muscles dits « longs dorsaux » sont destinés à faciliter un mouvement légèrement ondulatoire lors des déplacements, non à supporter le poids d'un cavalier. C'est pourquoi les séances d'équitation sans entraînement au préalable donnent toujours des courbatures au cheval, le cavalier devant rechercher la décontraction de sa monture pour lui éviter ce problème. Un autre problème est posé par la selle, destinée à répartir le poids du cavalier sur le dos : la majorité des selles causent elles aussi des douleurs, en particulier si elles ne sont pas parfaitement adaptées à la morphologie de leur porteur.
Il ne faut pas pour autant croire que la monte à cru cause moins de douleur au cheval, c'est même généralement l'inverse, le poids du cavalier étant moins bien réparti sur le dos.

## Exercices

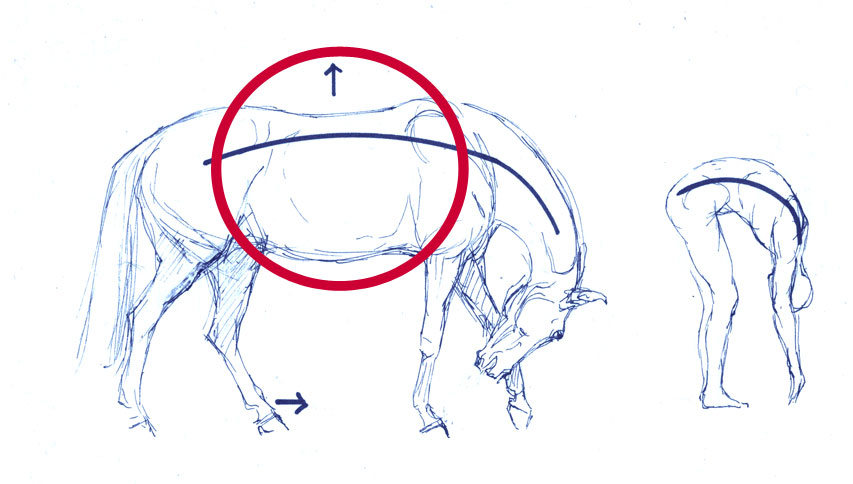
Le dos du cheval peut être musclé en adaptant certaines techniques employées pour les hommes.

Diverses solutions existent pour soigner et muscler le dos du cheval, la plus courante est de le faire travailler de façon appropriée à la longe ou sous la selle. L'un des exercices les plus appropriés est nommé « descente d'encolure » (ou extension d'encolure). Il s'agit de faire travailler le cheval avec l'encolure descendue (et non arrondie) et le chanfrein à la verticale, le nez devant petit à petit se retrouver à 30 cm du sol.

## Pathologies du dos
Les pathologies du dos peuvent pousser le cheval à se défendre ou gêner son travail en le rendant raide. Dans des cas extrêmes, le cheval peut ne plus parvenir à marcher sur les sols durs. Il s'agit d'une des causes de consultation du vétérinaire les plus fréquentes, généralement à la suite d'une modification dans les allures et le comportement, ou d'une baisse de performances. Les symptômes peuvent être une raideur généralisée, une perte d'impulsion, ou même une réaction de défense à la pose de la selle. Toute réaction de défense de la part du cheval, ou presque, trouve son origine dans une douleur.
Les affections du dos les plus fréquentes sont le conflit entre les processus épinaux, les lésions des corps vertébraux (plus rares), les lésions des processus articulaires et les douleurs musculaires.

### Ensellement

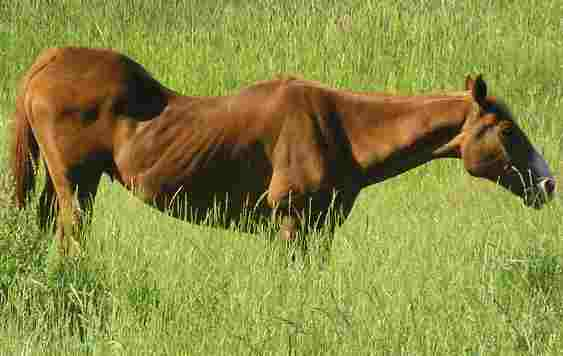
Cheval très ensellé.

Le dos creusé est une pathologie révélatrice d'une musculature insuffisante, entrainant des douleurs et des difficultés de déplacement, et qui peut facilement être vue par le fait que les vertèbres sont saillantes. Les chevaux qui en sont atteints sont dits « ensellés ». Le creusement du dos se produit généralement chez les chevaux âgés et plus fréquemment chez ceux qui ont le dos long ou ne travaillent pas assez.

## Soins
Les professionnels de la santé du cheval, comme les vétérinaires, s'occupent des cas plus graves avec des techniques comme la mésothérapie, des ostéopathes équins et divers rebouteux se sont aussi spécialisés dans le traitement des pathologies du dos du cheval. Dans tous les cas, les étirements et les élongations sont préconisés.